# Live/Studio
Live/Studio är ett samlingsalbum av Imperiet, släppt 1988 på skivbolaget Mistlur.

## Låtlista

### Live
(Oslo, Sardines 29-31 augusti 1988)
1. Rock 'n roll e död (Imperiet)
2. Sura-baya-Johny (Brecht/Weill, svensk text: Thåström)
3. Tiggarens tal (Thåström/Imperiet)
4. ... som eld (Thåström/Imperiet)
5. Kanonsång (Brecht/Weill, svensk text: Thåström)
6. Århundradets brott (Imperiet)
7. Jag är en idiot (Thåström/Imperiet)
8. Personliga Person (Vreeswijk)
9. Kickar (Imperiet)
10. Party (Thåström/Imperiet)
11. Bibel (Imperiet) 
Inspelat av: Stefan Glaumann och Espen Dahl

### Studio
1. Alltid rött, alltid rätt (Imperiet)
2. Kriget med mej själv (Imperiet)
3. 19hundra80sju (Imperiet)
4. Rasera (Imperiet)
5. Det glittrar (Imperiet)
6. Höghus, låghus, dårhus (tidigare outgiven version) (Imperiet)
7. Vit jul (text: Sigrid Sköldberg-Pettersson, Thåström, musik: Imperiet)
8. Var e vargen (tidigare outgiven version) (Imperiet)
9. Vykort (text: Bruno K. Öijer, musik: Imperiet)
10. Café Cosmopolite (Imperiet)
11. Kom ihåg (den fria världen) (Imperiet)
12. Saker som hon gör (Imperiet)
13. Märk hur vår skugga (C. M. Bellman)
14. Balladen om briggen Blue Bird av Hull (Evert Taube)